# Клан Мар
Мар — один из кланов равнинной части Шотландии, иногда причисляемый, однако, к подгруппе грампианских горцев. Это — один из древнейших шотландских кланов.

## История клана
Область Мар простирается от крутых берегов реки Мар на западе к Абердину на реке Ди (Dee), и от верховий реки Ангус на юге вплоть до шотландской реки Дон (Don). Она была одной из составных частей древнего королевства пиктов, включенным Мак-Альпинами в состав Шотландии. Позже Мар был политико-географической областью, управляемой мормэрами, а затем графами. Мормэр Дональд Мар в 1014 году сражался вместе с ирландским королём Брианом Бору (Brian Boru) против коалиции норманнских викингов.
Мормэр Руадри Мар (Rothri Mar или Ruadrí Mar) фигурирует в хартии аббатства Сконе (Scone) от 1114 года. Около 1120 года Руадри упоминается уже как первый граф Мар (Earl of Mar). Он умер после 1132 года. Название области Мар признано самым древним изо всех существующих в Шотландии, и Мар — главное шотландское графство. Морганд Мак-Гиллоклери (Morgund Mac Giloclery) впервые появляется на исторической сцене в 1147 году (умер до 1183 года). Потомки Морганда долгое время возглавляли клан Мар. Вильям, 5-й граф Мар, был одним из регентов Шотландии и сделался в 1264 году великим камергером королевства. Его сын Дональд I, 6-й граф Мар, был посвящён в рыцари королём Александром III и стал одной из ключевых фигур средневековой Шотландии. Именно Дональду I доверил Александр III в 1281 году заключение брачного контракта его дочери Маргарет с норвежским королём Эриком II. А в 1290 году, опять же, Дональд I сопровождал из Норвегии в Шотландию малолетнюю дочь Эрика и Маргарет Шотландской, вошедшую в историю как Маргарет Норвежская Дева. Она должна была занять трон погибшего в 1286 году Александра III. Однако в Эдинбург Дональд Мар приехал без неё: девочка не выдержала тягот морского пути, тяжело заболела и скончалась на корабле, на подходе к Оркнейскому архипелагу. Смерть малолетней наследницы вызвала в Шотландии спор за корону между несколькими претендентами, а затем и англо-шотландскую войну, так как в этот спор вмешался король Англии Эдуард I…
В XIII веке графы Мар воздвигли Замок Килдрамми (Kildrummy Castle), ставший клановой столицей… Графы Мар не склонились перед англичанами, они оказали деятельную поддержку Роберту Брюсу и были в чести у Брюса и его потомков. Старшая дочь Дональда I — Изабелла Марская — стала первой женой Роберта Брюса. А брат Изабеллы, Грэтни (Gratney или Gartnait), 7-й граф Мар, женился на сестре Роберта Брюса — Кристине Брюс. 8-м графом Мар стал сын Грэтни — Дональд II.
Потомки Морганда правили графством Мар до конца XIV века. Томас, 9-й граф Мар (1330—1377) умер бездетным. Ему наследовала сестра Маргарет, около 1357 года сочетавшаяся браком с Вильямом, 1-м графом Дуглас, который и унаследовал титул и земли графа Мара. В его лице Дугласы «оттеснили» младшие ветви природных Маров от достояния предков.

### Графы Мар из клана Стюарт
В 1404 году сэр Александр Стюарт (ок. 1375 —1435), старший внебрачный сын «Баденохского волка» (Wolf of Badenoch), пользуясь покровительством своего дяди — Регента Шотландии герцога Олбани, захватил замок Килдрамми и заставил его хозяйку Изабеллу Дуглас (ум. 1408), графиню Мар, вдову сэра Малкольма Драммонда оф Стратхард (Strathurd) (ум. 1402), выйти за него замуж. По навязанному брачному контракту, Изабелла передала своему новому супругу права на графство Мар, лордство Гариох (Garioch) и прочие свои владения. После смерти бездетного Александра графство отошло к короне, несмотря на то, что имелся вероятный наследник — Роберт Эрскин, 1-й лорд Эрскин (ум. 1453), по матери праправнук Гартнета (Gartnet или Gratney; ум. ок. 1305), 7-го графа Мара.
Всего в XV—XVI веках титул графа Мар четырежды вновь создавался в роду королевских Стюартов, покуда в 1565 году Мария Стюарт не пожаловала его лордам Эрскинам, чифам (вождям) клана Эрскин.

### Башня и город Оллоа
Построенная в XIV—XV веках Башня Оллоа была отремонтирована в XVIII веке и затем в начале XXI-го, но сохранила средневековую деревянную крышу. В 1360 году город Оллоа был отдан под контроль сэру Роберту Эрскину, и его потомки до сих пор не утратили связи с городом и всё ещё владеют башней.

### Графы Мар из клана Эрскин
В 1565 году Мария I Стюарт пожаловала титул графов Мар чифу клана Эрскин.
В 1615 году чиф Джон Эрскин, 20-й граф Мар, был назначен комендантом Эдинбургского замка. Во время Кромвелистской революции он деятельно поддержал Карла I. В 1645 году участвовал в Килсайтской битве (Battle of Kilsyth). Его владения были конфискованы «круглоголовыми», а затем в 1660 году возвращены Карлом II.
Широко известен Чарльз Эрскин, 22-й граф Мар, который активно поддержал Якобитское восстание. После его подавления он был вынужден отправиться в изгнание, но его сын Джон (23-й граф Мар) сумел в 1824 году возвратить их собственность в Оллоа.
Ныне титул принадлежит 31-й графине Мар (Margaret of Mar).

## Септы
- Marr[9],
- Marrs,
- Mair,
- Mairs,
- Morren,
- Strachan,
- Tough.